# Chiesa di Santa Maria di Porto Salvo (Catanzaro)
La chiesa di Santa Maria di Porto Salvo è un luogo di culto cattolico di Catanzaro, in Piazza Anita Garibaldi nel quartiere Lido.

## Storia

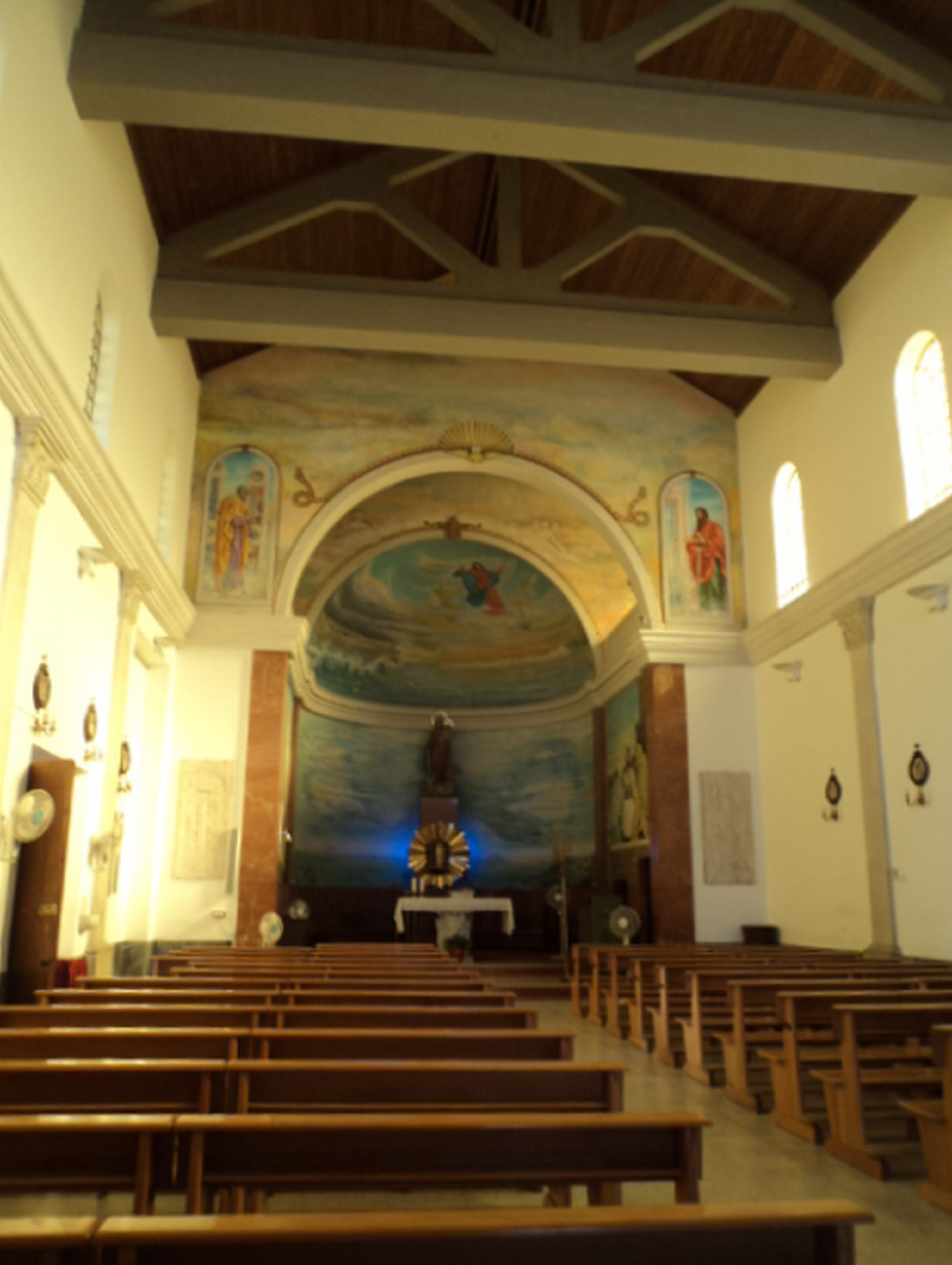
L'interno della chiesa

Fino al termine del XVIII secolo gli abitanti del quartiere marinaro di Catanzaro non avevano ancora un luogo dove esercitare la propria fede, così, dopo il disastroso terremoto del 1783, la Cassa Sacra soppresse gli ordini monastici e fondò nuove chiese per diffondere il credo cattolico.
Una di queste, venne creata proprio a Lido, inizialmente organizzando una cappella ricavata da un magazzino, in seguito costruendo una vera e propria chiesa, terminata nel 1832.
Con bolla del 14 novembre 1889, il Vescovo Bernardo De Riso la creò parrocchia, riconosciuta con il Regio Exequatur del 31 gennaio 1892.
All'interno della chiesa, giace la statua della Madonna di Porto Salvo, che, ogni anno nell'ultima domenica di luglio, in occasione della festa patronale, viene fatta uscire e portata in processione fino al porto, dove viene imbarcata e continuando il corteo dinnanzi le coste catanzaresi, con numerose imbarcazioni al seguito.